# Luis Fonsi/Auszeichnungen für Musikverkäufe

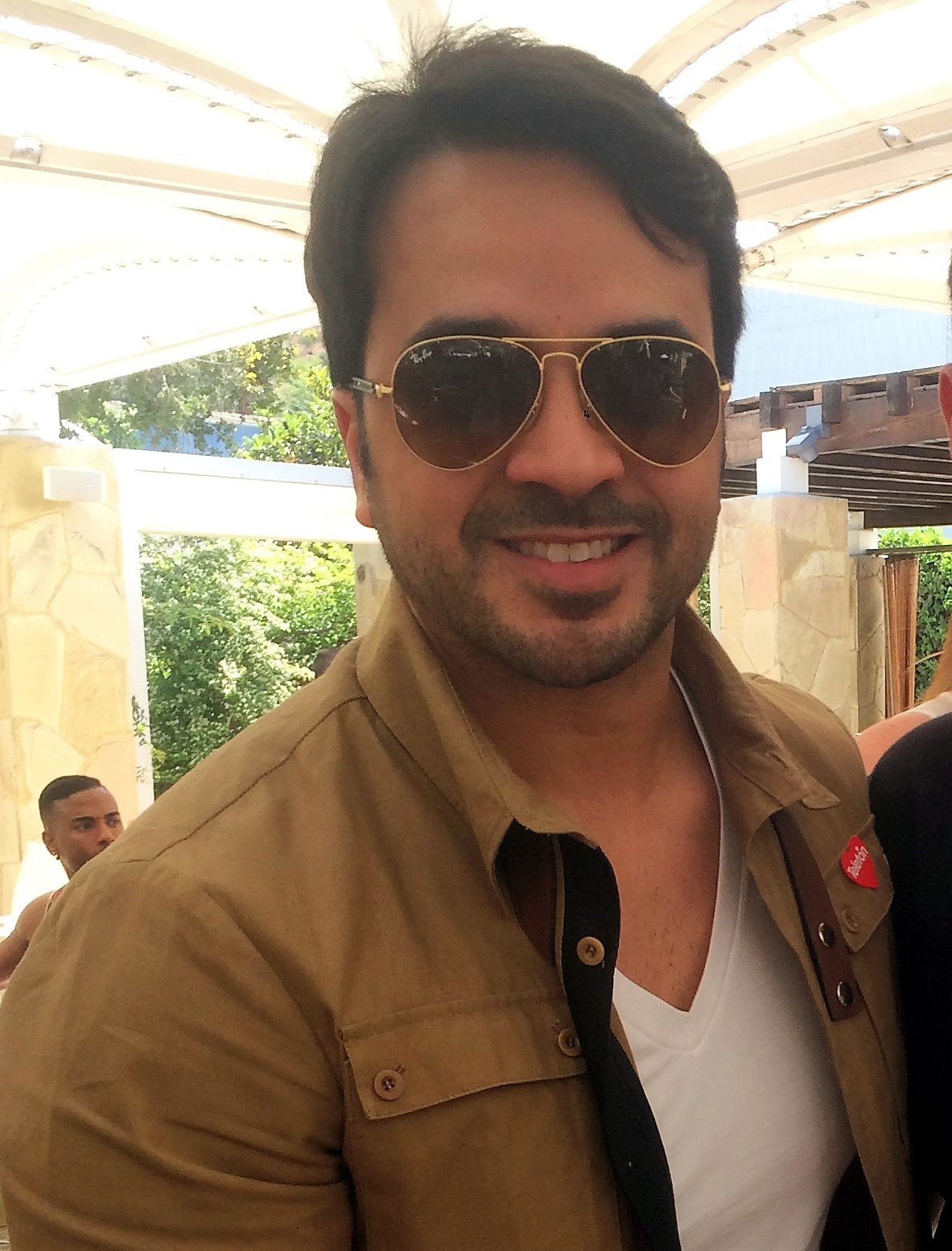
Luis Fonsi (2015)

Dies ist eine Übersicht über die Auszeichnungen für Musikverkäufe des puerto-ricanischen Latin-Pop-Sängers Luis Fonsi. Die Auszeichnungen finden sich nach ihrer Art (Gold, Platin usw.), nach Staaten getrennt in chronologischer Reihenfolge, geordnet sowie nach den Tonträgern selbst, ebenfalls in chronologischer Reihenfolge, getrennt nach Medium (Alben, Singles usw.), wieder.

## Auszeichnungen
| - Vereinigtes Königreich - 2020: für die Single Échame la culpa - Argentinien - 2022: für die Single Bésame - 2022: für die Single Vacío - Brasilien - 2024: für die Single Nada es para siempre - Chile - 2019: für die Single Date la vuelta - Dänemark - 2020: für die Single Échame la culpa - 2022: für das Album Vida - Deutschland - 2017: für die Single Despacito (Remix) - 2023: für die Single Vamos a marte - Frankreich - 2025: für das Album Vida - Italien - 2022: für das Album Vida - Japan - 2022: für das Streaming Despacito (Remix) - Mexiko - 2009: für das Album Palabras del silencio - Neuseeland - 2019: für die Single Échame la culpa - Österreich - 2018: für die Single Échame la culpa - 2022: für die Single Vamos a marte - Polen - 2018: für das Album Despacito & Mis Grandes Éxitos - 2021: für die Single Baby - 2021: für die Single Calypso - Spanien - 2006: für das Album Paso a paso - 2009: für die Single Aquí estoy yo - 2021: für das Album Vida - 2024: für die Single Vacaciones - 2024: für die Single Tanto - 2025: für die Single Marbella - Vereinigte Staaten - 2020: für die Single Wave Your Flag (Latin) - Vereinigtes Königreich - 2020: für die Single Baby - Argentinien - 2022: für die Single Date la vuelta - Belgien - 2018: für die Single Échame la culpa - Brasilien - 2019: für die Single Calypso - 2019: für die Single Imposible - 2024: für die Single Por Isso Que Eu Bebo - Chile - 2015: für das Album 8 - 2017: für die Single Despacito - Deutschland - 2018: für die Single Échame la culpa - Frankreich - 2017: für das Album Despacito & Mis Grandes Éxitos - Italien - 2019: für die Single Calypso - 2019: für die Single Imposible - Kanada - 2018: für die Single Échame la culpa - Mexiko - 2018: für die Single Calypso - Portugal - 2022: für die Single Imposible - Schweiz - 2017: für die Single Despacito - Singapur - 2019: für das Album Vida - Spanien - 2010: für das Album Palabras del silencio - 2019: für die Single Date la vuelta - 2023: für die Single Corazones rotos - 2023: für die Single Dos veces - 2024: für die Single Corazon en la maleta - 2024: für die Single Vacío - 2024: für die Single Sola - 2024: für die Single Llegaste tú - Vereinigte Staaten - 2000: für das Album Comenzaré (Latin) - 2000: für das Album Eterno (Latin) - 2002: für das Album Amor secreto (Latin) - 2003: für das Album Abrazar la vida (Latin) - 2005: für das Album Paso a paso (Latin) - 2008: für das Album Palabras del silencio (Latin) - 2022: für die Single Bésame (Latin) | - Argentinien - 2017: für die Single Despacito - 2022: für das Album Ley de gravedad - Brasilien - 2023: für die Single Un Ratito - Norwegen - 2020: für die Single Échame la culpa - Österreich - 2017: für die Single Despacito - Polen - 2024: für das Album Vida - Portugal - 2020: für die Single Échame la culpa - Schweden - 2018: für die Single Échame la culpa - Spanien - 2009: für die Single No me doy por vencido - 2018: für die Single Calypso - 2024: für die Single Bésame - Vereinigte Staaten - 2023: für die Single Tanto (Latin) - Brasilien - 2017: für die Single Despacito (Remix) - Italien - 2019: für die Single Échame la culpa - Kolumbien - 2017: für die Single Despacito - Mexiko - 2017: für die Single Despacito - Spanien - 2024: für die Single Imposible - Vereinigte Staaten - 2017: für die Single Échame la culpa (Latin) - Finnland - 2017: für die Single Despacito - Mexiko - 2019: für das Album Vida - Neuseeland - 2018: für die Single Despacito (Remix) - Norwegen - 2022: für die Single Despacito - Spanien - 2018: für die Single Échame la culpa - Deutschland - 2019: für die Single Despacito - Mexiko - 2018: für die Single Despacito (Remix) - Belgien - 2018: für die Single Despacito - Portugal - 2018: für die Single Despacito - Dänemark - 2023: für die Single Despacito (Remix) - Vereinigtes Königreich - 2024: für die Single Despacito (Remix) - Australien - 2020: für die Single Despacito (Remix) - Norwegen - 2020: für die Single Despacito (Remix) | - Schweden - 2018: für die Single Despacito - Vereinigte Staaten - 2020: für die Single Despacito - Spanien - 2019: für die Single Despacito - Vereinigte Staaten - 2019: für das Album Vida (Latin) - Chile - 2019: für das Album Vida - Vereinigte Staaten - 2024: für die Single Despacito (Latin) - Ecuador - 2017: für die Single Despacito - Frankreich - 2017: für die Single Despacito - 2021: für die Single Échame la culpa - Italien - 2017: für die Single Despacito - Kanada - 2017: für die Single Despacito - Mexiko - 2018: für die Single Échame la culpa - Peru - 2017: für die Single Despacito - Polen - 2021: für die Single Échame la culpa - Brasilien - 2019: für das Album Vida - 2024: für die Single Échame la culpa - Mexiko - 2017: für die Single Despacito - Polen - 2018: für die Single Despacito - Argentinien - 2019: für das Album Vida - Mexiko - 2018: für die Single Despacito (Remix) - Brasilien - 2024: für die Single Despacito |

## Auszeichnungen nach Alben

### Comenzaré
| Land/Region               | Auszeichnungen für Musikverkäufe (Land/Region, Auszeichnung, Verkäufe) | Verkäufe |
| ------------------------- | ---------------------------------------------------------------------- | -------- |
| Vereinigte Staaten (RIAA) | Platin                                                                 | 60.000   |
| Insgesamt                 | 1× Platin ·                                                            | 60.000   |

### Eterno
| Land/Region               | Auszeichnungen für Musikverkäufe (Land/Region, Auszeichnung, Verkäufe) | Verkäufe |
| ------------------------- | ---------------------------------------------------------------------- | -------- |
| Vereinigte Staaten (RIAA) | Platin                                                                 | 60.000   |
| Insgesamt                 | 1× Platin ·                                                            | 60.000   |

### Amor secreto
| Land/Region               | Auszeichnungen für Musikverkäufe (Land/Region, Auszeichnung, Verkäufe) | Verkäufe |
| ------------------------- | ---------------------------------------------------------------------- | -------- |
| Vereinigte Staaten (RIAA) | Platin                                                                 | 60.000   |
| Insgesamt                 | 1× Platin ·                                                            | 60.000   |

### Abrazar la vida
| Land/Region               | Auszeichnungen für Musikverkäufe (Land/Region, Auszeichnung, Verkäufe) | Verkäufe |
| ------------------------- | ---------------------------------------------------------------------- | -------- |
| Vereinigte Staaten (RIAA) | Platin                                                                 | 60.000   |
| Insgesamt                 | 1× Platin ·                                                            | 60.000   |

### Paso a paso
| Land/Region               | Auszeichnungen für Musikverkäufe (Land/Region, Auszeichnung, Verkäufe) | Verkäufe |
| ------------------------- | ---------------------------------------------------------------------- | -------- |
| Spanien (Promusicae)      | Gold                                                                   | 50.000   |
| Vereinigte Staaten (RIAA) | Platin                                                                 | 60.000   |
| Insgesamt                 | 1× Gold · 1× Platin ·                                                  | 110.000  |

### Palabras del silencio
| Land/Region               | Auszeichnungen für Musikverkäufe (Land/Region, Auszeichnung, Verkäufe) | Verkäufe |
| ------------------------- | ---------------------------------------------------------------------- | -------- |
| Mexiko (AMPROFON)         | Gold                                                                   | 40.000   |
| Spanien (Promusicae)      | Platin                                                                 | 40.000   |
| Vereinigte Staaten (RIAA) | Platin                                                                 | 60.000   |
| Insgesamt                 | 1× Gold · 2× Platin ·                                                  | 140.000  |

### Despacito & Mis grandes éxitos
| Land/Region       | Auszeichnungen für Musikverkäufe (Land/Region, Auszeichnung, Verkäufe) | Verkäufe |
| ----------------- | ---------------------------------------------------------------------- | -------- |
| Frankreich (SNEP) | Platin                                                                 | 100.000  |
| Polen (ZPAV)      | Gold                                                                   | 10.000   |
| Insgesamt         | 1× Gold · 1× Platin ·                                                  | 110.000  |

### 8
| Land/Region  | Auszeichnungen für Musikverkäufe (Land/Region, Auszeichnung, Verkäufe) | Verkäufe |
| ------------ | ---------------------------------------------------------------------- | -------- |
| Chile (IFPI) | Platin                                                                 | 10.000   |
| Insgesamt    | 1× Platin ·                                                            | 10.000   |

### Vida
| Land/Region               | Auszeichnungen für Musikverkäufe (Land/Region, Auszeichnung, Verkäufe) | Verkäufe  |
| ------------------------- | ---------------------------------------------------------------------- | --------- |
| Argentinien (CAPIF)       | 3× Diamant                                                             | 405.000   |
| Brasilien (PMB)           | 2× Diamant                                                             | 320.000   |
| Chile (IFPI)              | 41× Platin                                                             | 410.000   |
| Dänemark (IFPI)           | Gold                                                                   | 10.000    |
| Frankreich (SNEP)         | Gold                                                                   | 50.000    |
| Italien (FIMI)            | Gold                                                                   | 25.000    |
| Mexiko (AMPROFON)         | 4× Platin                                                              | 240.000   |
| Polen (ZPAV)              | 2× Platin                                                              | 40.000    |
| Singapur (RIAS)           | Platin                                                                 | 10.000    |
| Spanien (Promusicae)      | Gold                                                                   | 20.000    |
| Vereinigte Staaten (RIAA) | 22× Platin                                                             | 1.320.000 |
| Insgesamt                 | 3× Gold · 51× Platin · 7× Diamant ·                                    | 2.850.000 |

### Ley de gravedad
| Land/Region         | Auszeichnungen für Musikverkäufe (Land/Region, Auszeichnung, Verkäufe) | Verkäufe |
| ------------------- | ---------------------------------------------------------------------- | -------- |
| Argentinien (CAPIF) | 2× Platin                                                              | 40.000   |
| Insgesamt           | 2× Platin ·                                                            | 40.000   |

## Auszeichnungen nach Singles

### Nada es para siempre
| Land/Region     | Auszeichnungen für Musikverkäufe (Land/Region, Auszeichnung, Verkäufe) | Verkäufe |
| --------------- | ---------------------------------------------------------------------- | -------- |
| Brasilien (PMB) | Gold                                                                   | 20.000   |
| Insgesamt       | 1× Gold ·                                                              | 20.000   |

### No me doy por vencido
| Land/Region          | Auszeichnungen für Musikverkäufe (Land/Region, Auszeichnung, Verkäufe) | Verkäufe |
| -------------------- | ---------------------------------------------------------------------- | -------- |
| Spanien (Promusicae) | 2× Platin                                                              | 80.000   |
| Insgesamt            | 2× Platin ·                                                            | 80.000   |

### Aquí estoy yo
| Land/Region          | Auszeichnungen für Musikverkäufe (Land/Region, Auszeichnung, Verkäufe) | Verkäufe |
| -------------------- | ---------------------------------------------------------------------- | -------- |
| Spanien (Promusicae) | Gold                                                                   | 20.000   |
| Insgesamt            | 1× Gold ·                                                              | 20.000   |

### Corazon en la maleta
| Land/Region          | Auszeichnungen für Musikverkäufe (Land/Region, Auszeichnung, Verkäufe) | Verkäufe |
| -------------------- | ---------------------------------------------------------------------- | -------- |
| Spanien (Promusicae) | Platin                                                                 | 60.000   |
| Insgesamt            | 1× Platin ·                                                            | 60.000   |

### Llegaste tú
| Land/Region          | Auszeichnungen für Musikverkäufe (Land/Region, Auszeichnung, Verkäufe) | Verkäufe |
| -------------------- | ---------------------------------------------------------------------- | -------- |
| Spanien (Promusicae) | Platin                                                                 | 60.000   |
| Insgesamt            | 1× Platin ·                                                            | 60.000   |

### Despacito
| Land/Region               | Auszeichnungen für Musikverkäufe (Land/Region, Auszeichnung, Verkäufe) | Verkäufe   |
| ------------------------- | ---------------------------------------------------------------------- | ---------- |
| Argentinien (CAPIF)       | 2× Platin                                                              | 40.000     |
| Belgien (BRMA)            | 5× Platin                                                              | 150.000    |
| Brasilien (PMB)           | 16× Diamant                                                            | 2.560.000  |
| Chile (IFPI)              | Platin                                                                 | 80.000     |
| Deutschland (BVMI)        | 9× Gold                                                                | 1.800.000  |
| Ecuador (SOPROFON)        | Diamant                                                                | 60.000     |
| Finnland (IFPI)           | 4× Platin                                                              | 160.000    |
| Frankreich (SNEP)         | Diamant                                                                | 233.333    |
| Italien (FIMI)            | Diamant                                                                | 500.000    |
| Kolumbien (ASINCOL)       | 3× Platin                                                              | 30.000     |
| Mexiko (AMPROFON)         | 2× Diamant · + 3× Platin                                               | 780.000    |
| Norwegen (IFPI)           | 4× Platin                                                              | 240.000    |
| Österreich (IFPI)         | 2× Platin                                                              | 60.000     |
| Peru (UNIMPRO)            | Diamant                                                                | 60.000     |
| Polen (ZPAV)              | 2× Diamant                                                             | 200.000    |
| Portugal (AFP)            | 5× Platin                                                              | 50.000     |
| Schweiz (IFPI)            | Platin                                                                 | 20.000     |
| Spanien (Promusicae)      | 14× Platin                                                             | 560.000    |
| Vereinigte Staaten (RIAA) | 141× Platin                                                            | 8.460.000  |
| Insgesamt                 | 1× Gold · 48× Platin · 38× Diamant ·                                   | 16.043.333 |

### Despacito (Remix)
| Land/Region                  | Auszeichnungen für Musikverkäufe (Land/Region, Auszeichnung, Verkäufe) | Verkäufe   |
| ---------------------------- | ---------------------------------------------------------------------- | ---------- |
| Australien (ARIA)            | 11× Platin                                                             | 770.000    |
| Brasilien (PMB)              | 3× Platin                                                              | 120.000    |
| Dänemark (IFPI)              | 7× Platin                                                              | 630.000    |
| Deutschland (BVMI)           | Gold                                                                   | 200.000    |
| Kanada (MC)                  | Diamant                                                                | 800.000    |
| Mexiko (AMPROFON)            | 5× Diamant · + 9× Gold                                                 | 1.770.000  |
| Neuseeland (RMNZ)            | 4× Platin                                                              | 120.000    |
| Norwegen (IFPI)              | 11× Platin                                                             | 660.000    |
| Schweden (IFPI)              | 13× Platin                                                             | 1.040.000  |
| Vereinigte Staaten (RIAA)    | 13× Platin                                                             | 13.000.000 |
| Vereinigtes Königreich (BPI) | 7× Platin                                                              | 4.200.000  |
| Insgesamt                    | 2× Gold · 63× Platin · 7× Diamant ·                                    | 23.510.000 |

### Échame la culpa
| Land/Region                  | Auszeichnungen für Musikverkäufe (Land/Region, Auszeichnung, Verkäufe) | Verkäufe  |
| ---------------------------- | ---------------------------------------------------------------------- | --------- |
| Belgien (BRMA)               | Platin                                                                 | 30.000    |
| Brasilien (PMB)              | 2× Diamant                                                             | 320.000   |
| Dänemark (IFPI)              | Gold                                                                   | 45.000    |
| Deutschland (BVMI)           | Platin                                                                 | 400.000   |
| Frankreich (SNEP)            | Diamant                                                                | 333.333   |
| Italien (FIMI)               | 3× Platin                                                              | 150.000   |
| Kanada (MC)                  | Platin                                                                 | 80.000    |
| Mexiko (AMPROFON)            | Diamant                                                                | 300.000   |
| Neuseeland (RMNZ)            | Gold                                                                   | 15.000    |
| Norwegen (IFPI)              | 2× Platin                                                              | 120.000   |
| Österreich (IFPI)            | Gold                                                                   | 15.000    |
| Polen (ZPAV)                 | Diamant                                                                | 250.000   |
| Portugal (AFP)               | 2× Platin                                                              | 20.000    |
| Schweden (IFPI)              | 2× Platin                                                              | 160.000   |
| Spanien (Promusicae)         | 4× Platin                                                              | 160.000   |
| Vereinigte Staaten (RIAA)    | 3× Platin                                                              | 180.000   |
| Vereinigtes Königreich (BPI) | Silber                                                                 | 200.000   |
| Insgesamt                    | 1× Silber · 3× Gold · 19× Platin · 5× Diamant ·                        | 2.778.333 |

### Calypso
| Land/Region          | Auszeichnungen für Musikverkäufe (Land/Region, Auszeichnung, Verkäufe) | Verkäufe |
| -------------------- | ---------------------------------------------------------------------- | -------- |
| Brasilien (PMB)      | Platin                                                                 | 40.000   |
| Italien (FIMI)       | Platin                                                                 | 50.000   |
| Mexiko (AMPROFON)    | Platin                                                                 | 60.000   |
| Polen (ZPAV)         | Gold                                                                   | 25.000   |
| Spanien (Promusicae) | 2× Platin                                                              | 80.000   |
| Insgesamt            | 1× Gold · 5× Platin ·                                                  | 255.000  |

### Imposible
| Land/Region          | Auszeichnungen für Musikverkäufe (Land/Region, Auszeichnung, Verkäufe) | Verkäufe |
| -------------------- | ---------------------------------------------------------------------- | -------- |
| Brasilien (PMB)      | Platin                                                                 | 40.000   |
| Italien (FIMI)       | Gold                                                                   | 25.000   |
| Portugal (AFP)       | Platin                                                                 | 10.000   |
| Spanien (Promusicae) | 3× Platin                                                              | 180.000  |
| Insgesamt            | 1× Gold · 5× Platin ·                                                  | 255.000  |

### Baby
| Land/Region                  | Auszeichnungen für Musikverkäufe (Land/Region, Auszeichnung, Verkäufe) | Verkäufe |
| ---------------------------- | ---------------------------------------------------------------------- | -------- |
| Polen (ZPAV)                 | Gold                                                                   | 25.000   |
| Vereinigtes Königreich (BPI) | Gold                                                                   | 400.000  |
| Insgesamt                    | 2× Gold ·                                                              | 425.000  |

### Sola
| Land/Region          | Auszeichnungen für Musikverkäufe (Land/Region, Auszeichnung, Verkäufe) | Verkäufe |
| -------------------- | ---------------------------------------------------------------------- | -------- |
| Spanien (Promusicae) | Gold                                                                   | 30.000   |
| Insgesamt            | 1× Gold ·                                                              | 30.000   |

### Date la vuelta
| Land/Region          | Auszeichnungen für Musikverkäufe (Land/Region, Auszeichnung, Verkäufe) | Verkäufe |
| -------------------- | ---------------------------------------------------------------------- | -------- |
| Argentinien (CAPIF)  | Platin                                                                 | 20.000   |
| Chile (IFPI)         | Gold                                                                   | 60.000   |
| Spanien (Promusicae) | Platin                                                                 | 40.000   |
| Insgesamt            | 1× Gold · 2× Platin ·                                                  | 120.000  |

### Tanto
| Land/Region               | Auszeichnungen für Musikverkäufe (Land/Region, Auszeichnung, Verkäufe) | Verkäufe |
| ------------------------- | ---------------------------------------------------------------------- | -------- |
| Spanien (Promusicae)      | Gold                                                                   | 30.000   |
| Vereinigte Staaten (RIAA) | 2× Platin                                                              | 120.000  |
| Insgesamt                 | 1× Gold · 2× Platin ·                                                  | 150.000  |

### Per le strade una canzone
| Land/Region    | Auszeichnungen für Musikverkäufe (Land/Region, Auszeichnung, Verkäufe) | Verkäufe |
| -------------- | ---------------------------------------------------------------------- | -------- |
| Italien (FIMI) | Gold                                                                   | 35.000   |
| Insgesamt      | 1× Gold ·                                                              | 35.000   |

### Wave Your Flag
| Land/Region               | Auszeichnungen für Musikverkäufe (Land/Region, Auszeichnung, Verkäufe) | Verkäufe |
| ------------------------- | ---------------------------------------------------------------------- | -------- |
| Vereinigte Staaten (RIAA) | Gold                                                                   | 30.000   |
| Insgesamt                 | 1× Gold ·                                                              | 30.000   |

### Por Isso Que Eu Bebo
| Land/Region     | Auszeichnungen für Musikverkäufe (Land/Region, Auszeichnung, Verkäufe) | Verkäufe |
| --------------- | ---------------------------------------------------------------------- | -------- |
| Brasilien (PMB) | Platin                                                                 | 40.000   |
| Insgesamt       | 1× Platin ·                                                            | 40.000   |

### Vacío
| Land/Region          | Auszeichnungen für Musikverkäufe (Land/Region, Auszeichnung, Verkäufe) | Verkäufe |
| -------------------- | ---------------------------------------------------------------------- | -------- |
| Argentinien (CAPIF)  | Gold                                                                   | 10.000   |
| Spanien (Promusicae) | Platin                                                                 | 60.000   |
| Insgesamt            | 1× Gold · 1× Platin ·                                                  | 70.000   |

### Bésame
| Land/Region               | Auszeichnungen für Musikverkäufe (Land/Region, Auszeichnung, Verkäufe) | Verkäufe |
| ------------------------- | ---------------------------------------------------------------------- | -------- |
| Argentinien (CAPIF)       | Gold                                                                   | 10.000   |
| Spanien (Promusicae)      | 2× Platin                                                              | 120.000  |
| Vereinigte Staaten (RIAA) | Platin                                                                 | 60.000   |
| Insgesamt                 | 1× Gold · 3× Platin ·                                                  | 190.000  |

### Dos veces
| Land/Region          | Auszeichnungen für Musikverkäufe (Land/Region, Auszeichnung, Verkäufe) | Verkäufe |
| -------------------- | ---------------------------------------------------------------------- | -------- |
| Spanien (Promusicae) | Platin                                                                 | 60.000   |
| Insgesamt            | 1× Platin ·                                                            | 60.000   |

### Vamos a marte
| Land/Region        | Auszeichnungen für Musikverkäufe (Land/Region, Auszeichnung, Verkäufe) | Verkäufe |
| ------------------ | ---------------------------------------------------------------------- | -------- |
| Deutschland (BVMI) | Gold                                                                   | 200.000  |
| Österreich (IFPI)  | Gold                                                                   | 15.000   |
| Insgesamt          | 2× Gold ·                                                              | 215.000  |

### Un Ratito
| Land/Region     | Auszeichnungen für Musikverkäufe (Land/Region, Auszeichnung, Verkäufe) | Verkäufe |
| --------------- | ---------------------------------------------------------------------- | -------- |
| Brasilien (PMB) | 2× Platin                                                              | 160.000  |
| Insgesamt       | 2× Platin ·                                                            | 160.000  |

### Vacaciones
| Land/Region          | Auszeichnungen für Musikverkäufe (Land/Region, Auszeichnung, Verkäufe) | Verkäufe |
| -------------------- | ---------------------------------------------------------------------- | -------- |
| Spanien (Promusicae) | Gold                                                                   | 30.000   |
| Insgesamt            | 1× Gold ·                                                              | 30.000   |

### Corazones rotos
| Land/Region          | Auszeichnungen für Musikverkäufe (Land/Region, Auszeichnung, Verkäufe) | Verkäufe |
| -------------------- | ---------------------------------------------------------------------- | -------- |
| Spanien (Promusicae) | Platin                                                                 | 60.000   |
| Insgesamt            | 1× Platin ·                                                            | 60.000   |

### Marbella
| Land/Region          | Auszeichnungen für Musikverkäufe (Land/Region, Auszeichnung, Verkäufe) | Verkäufe |
| -------------------- | ---------------------------------------------------------------------- | -------- |
| Spanien (Promusicae) | Gold                                                                   | 30.000   |
| Insgesamt            | 1× Gold ·                                                              | 30.000   |

## Auszeichnungen nach Musikstreamings

### Despacito (Remix)
| Land/Region  | Auszeichnungen für Musikverkäufe (Land/Region, Auszeichnung, Verkäufe) | Verkäufe   |
| ------------ | ---------------------------------------------------------------------- | ---------- |
| Japan (RIAJ) | Gold                                                                   | 50.000.000 |
| Insgesamt    | 1× Gold ·                                                              | 50.000.000 |

## Statistik und Quellen
| Land/RegionAuszeichnungen für Musikverkäufe (Land/Region, Auszeichnungen, Verkäufe, Quellen) | Silber  | Gold       | Platin         | Diamant       | Verkäufe   | Quellen                           |
| -------------------------------------------------------------------------------------------- | ------- | ---------- | -------------- | ------------- | ---------- | --------------------------------- |
| Argentinien (CAPIF)                                                                          | —       | 2× Gold2   | 5× Platin5     | 3× Diamant3   | 525.000    | Einzelnachweise                   |
| Australien (ARIA)                                                                            | —       | —          | 11× Platin11   | —             | 770.000    | aria.com.au                       |
| Belgien (BRMA)                                                                               | —       | —          | 6× Platin6     | —             | 180.000    | ultratop.be                       |
| Brasilien (PMB)                                                                              | —       | Gold1      | 8× Platin8     | 20× Diamant20 | 3.620.000  | pro-musicabr.org.br               |
| Chile (IFPI)                                                                                 | —       | Gold1      | 43× Platin43   | —             | 560.000    | Einzelnachweise                   |
| Dänemark (IFPI)                                                                              | —       | 2× Gold2   | 7× Platin7     | —             | 685.000    | ifpi.dk                           |
| Deutschland (BVMI)                                                                           | —       | 3× Gold3   | 5× Platin5     | —             | 2.600.000  | musikindustrie.de                 |
| Ecuador (SOPROFON)                                                                           | —       | —          | —              | Diamant1      | 60.000     | Einzelnachweise                   |
| Finnland (IFPI)                                                                              | —       | —          | 4× Platin4     | —             | 160.000    | Einzelnachweise                   |
| Frankreich (SNEP)                                                                            | —       | Gold1      | Platin1        | 2× Diamant2   | 716.666    | snepmusique.com                   |
| Italien (FIMI)                                                                               | —       | 3× Gold3   | 4× Platin4     | Diamant1      | 785.000    | fimi.it                           |
| Japan (RIAJ)                                                                                 | —       | Gold1      | —              | —             | —          | riaj.or.jp                        |
| Kanada (MC)                                                                                  | —       | —          | Platin1        | Diamant1      | 880.000    | musiccanada.com                   |
| Kolumbien (ASINCOL)                                                                          | —       | —          | 3× Platin3     | —             | 30.000     | Einzelnachweise                   |
| Mexiko (AMPROFON)                                                                            | —       | 2× Gold2   | 12× Platin12   | 8× Diamant8   | 3.190.000  | amprofon.com.mx                   |
| Neuseeland (RMNZ)                                                                            | —       | Gold1      | 4× Platin4     | —             | 135.000    | radioscope.co.nz                  |
| Norwegen (IFPI)                                                                              | —       | —          | 17× Platin17   | —             | 1.020.000  | ifpi.no                           |
| Österreich (IFPI)                                                                            | —       | 2× Gold2   | 2× Platin2     | —             | 90.000     | ifpi.at                           |
| Peru (UNIMPRO)                                                                               | —       | —          | —              | Diamant1      | 60.000     | Einzelnachweise                   |
| Polen (ZPAV)                                                                                 | —       | 3× Gold3   | 2× Platin2     | 3× Diamant3   | 550.000    | olis.pl                           |
| Portugal (AFP)                                                                               | —       | —          | 8× Platin8     | —             | 80.000     | Einzelnachweise                   |
| Schweden (IFPI)                                                                              | —       | —          | 15× Platin15   | —             | 1.200.000  | sverigetopplistan.se              |
| Schweiz (IFPI)                                                                               | —       | —          | Platin1        | —             | 20.000     | hitparade.ch                      |
| Singapur (RIAS)                                                                              | —       | —          | Platin1        | —             | 10.000     | rias.org.sg                       |
| Spanien (Promusicae)                                                                         | —       | 7× Gold7   | 34× Platin34   | —             | 1.770.000  | elportaldemusica.es promusicae.es |
| Vereinigte Staaten (RIAA)                                                                    | —       | Gold1      | 18× Platin18   | 17× Diamant17 | 23.530.000 | riaa.com                          |
| Vereinigtes Königreich (BPI)                                                                 | Silber1 | Gold1      | 7× Platin7     | —             | 4.800.000  | bpi.co.uk                         |
| Insgesamt                                                                                    | Silber1 | 31× Gold31 | 219× Platin219 | 57× Diamant57 |            |                                   |